# Ichthyodes jackmani
Ichthyodes jackmani är en skalbaggsart som beskrevs av Hüdepohl 1989. Ichthyodes jackmani ingår i släktet Ichthyodes och familjen långhorningar.
Artens utbredningsområde är Filippinerna. Inga underarter finns listade i Catalogue of Life.